# Zemský okres Waldshut
Zemský okres Waldshut (německy Landkreis Waldshut) je zemský okres v německé spolkové zemi Bádensko-Württembersko, ve vládním obvodu Freiburg. Sídlem správy zemského okresu je město Waldshut-Tiengen. Má přibližně 164 tisíc obyvatel. 

## Města a obce
Města:
1. Bad Säckingen
2. Bonndorf im Schwarzwald
3. Laufenburg
4. St. Blasien
5. Stühlingen
6. Waldshut-Tiengen
7. Wehr

Obce:
1. Albbruck
2. Bernau im Schwarzwald
3. Dachsberg
4. Dettighofen
5. Dogern
6. Eggingen
7. Görwihl
8. Grafenhausen
9. Häusern
10. Herrischried
11. Höchenschwand
12. Hohentengen am Hochrhein
13. Ibach
14. Jestetten
15. Klettgau
16. Küssaberg
17. Lauchringen
18. Lottstetten
19. Murg
20. Rickenbach
21. Todtmoos
22. Ühlingen-Birkendorf
23. Weilheim
24. Wutach
25. Wutöschingen